# Blechhammer
Blechhammer (Blachownia), waar de Oberschlesische Hydrierwerke uit steenkool benzine vervaardigde, was het grootste dwangarbeiderskamp van de "Organisation Schmelt". "Organisation Schmelt" was een groot industrieel complex in de voormalige provincie (Landkreis) Koźle (Ned. Cosel) in Opper-Silezië, bestaande uit tientallen verschillende kampen met tot 50.000 (voornamelijk Joodse) dwangarbeiders. Kamp Blechhammer is in 1940 opgericht.
In april 1944 werd Organisation Schmelt ontmanteld. Daarna fungeerde Blechhammer als subkamp van Auschwitz. In Blechhammer, gelegen in het dorp Sławięcice, werd gebouwd aan een nieuwe chemische fabriek. De gevangenen van het kamp waren tussen april 1944 en januari 1945 bezig met het bouwen van de fabriek. Hierna werd het kamp ontruimd. Het kamp telde 3985 mannelijke gevangen (17 januari 1945) en ongeveer 180 vrouwelijke gevangenen (30 december 1944).